# تام فیلوز
تام فیلوز (انگلیسی: Tom Fellows؛ زادهٔ ۲۵ ژوئیهٔ ۲۰۰۳) بازیکن فوتبال است که در حال حاضر برای وست برومویچ آلبیون در پست مهاجم بازی می‌کند.
وی همچنین در تیم‌های ملی فوتبال زیر ۲۰ سال انگلستان و زیر ۲۱ سال انگلستان بازی کرده است.

## دوران باشگاهی

### وست برومویچ آلبیون

#### دوران ابتدایی
تام فیلوز در سطح زیر ۱۰ سال به آکادمی وست برومویچ آلبیون پیوست. در ۶ ژوئیه ۲۰۲۱، فیلوز نخستین قرارداد حرفه‌ای‌اش را با این باشگاه امضا کرد و قراردادی سه‌ساله تا سال ۲۰۲۴ به امضا رساند. فیلوز نخستین بازی خود را برای تیم اصلی در ۲۵ اوت ۲۰۲۱ انجام داد و در ترکیب اصلی شکست ۶–۰ مقابل آرسنال در دور دوم ای‌اف‌ال کاپ قرار گرفت. او نخستین بازی لیگ خود را در ۱۱ دسامبر ۲۰۲۱ انجام داد و به‌جای کالوم رابینسون در جریان پیروزی ۱–۰ برابر ردینگ به زمین آمد.

#### کراولی تاون (قرضی)
در ۱ سپتامبر ۲۰۲۲، فیلوز با قراردادی قرضی به مدت یک فصل به کراولی تاون در لیگ دو فوتبال انگلستان پیوست. او نخستین بازی خود را برای این باشگاه در ۳ سپتامبر ۲۰۲۲ در تساوی ۲–۲ برابر سالفورد سیتی انجام داد.

#### درخشش در تیم اصلی
در ۷ ژانویه ۲۰۲۴، فیلوز نخستین گل دوران حرفه‌ای‌اش را در پیروزی ۴–۱ خانگی مقابل آلدرشات تاون در مرحلهٔ سوم جام حذفی انگلستان به ثمر رساند. شش روز بعد، نخستین گل خود در لیگ را در پیروزی ۴–۱ خانگی مقابل بلکبرن روورز به ثمر رساند. در ۲۶ ژانویه ۲۰۲۴، او قرارداد جدیدی با باشگاه امضا کرد که تا سال ۲۰۲۷ اعتبار دارد. او به‌خاطر عملکردش در فصل ۲۰۲۳–۲۴ به‌عنوان بازیکن جوان سال باشگاه انتخاب شد. او این عنوان را فصل بعد نیز برای بار دوم کسب کرد.

## دوران ملی
تام فیلوز در تاریخ ۲۲ مارس ۲۰۲۴ نخستین بازی ملی خود را برای تیم نخبگان لیگ انگلستان انجام داد و در پیروزی ۵–۱ برابر لهستان در ورزشگاه ورزشگاه شهری بیاویستوک به میدان رفت.
در ۶ سپتامبر ۲۰۲۴، فیلوز برای نخستین بار به میدان زیر ۲۱ سال انگلستان رفت و در تساوی بدون گل برابر ایرلند شمالی به‌عنوان بازیکن تعویضی دیرهنگام وارد زمین شد؛ این دیدار در ورزشگاه بالیمینا شوگراندز برگزار شد. سه روز بعد، او نخستین گل ملی خود را برای این ردهٔ سنی در پیروزی ۴–۱ برابر اتریش در ورزشگاه کنیلورث رود به ثمر رساند.